# 高浜町ケーブルテレビ
高浜町ケーブルテレビ（たかはまちょうケーブルテレビ）は、かつて福井県大飯郡高浜町が開設していた公設公営のケーブルテレビおよびインターネットサービスプロバイダ（ISP）事業である。050形式のIP電話サービスも提供していた。
2017年10月から、ケイ・オプティコム（現・オプテージ）のeo光テレビへサービスを移行。高浜町は現在、オプテージとの協定により自主放送を提供するだけとなっている。

## 歴史
- 1982年（昭和57年）7月 - 開局。
- 2002年（平成14年）3月26日 - ケーブルテレビ事業を株式会社ケーブルテレビ若狭小浜へ委託。
- 2003年（平成15年）
  - 5月9日 - 総務省北陸総合通信局より第一種電気通信事業許可。
  - 6月 - インターネット接続サービス・若狭たかはまねっと（わかさたかはまねっと）開始。
- 2009年（平成21年）11月1日 - 地上デジタル放送再送信開始。
- 2010年（平成22年）7月31日 - BS放送再送信および有料番組の放送終了。以後は地上波の再送信およびコミュニティチャンネルの送信のみとなる。
- 2015年（平成27年）1月31日 - 若狭たかはまねっとのサービス終了[3]。
- 2017年（平成29年）10月1日 - ケイ・オプティコムが提供する「eo光テレビ」へサービス移行。

## サービスエリア
- 福井県大飯郡高浜町

## ケーブルテレビ事業
ケーブルテレビの再送信業務、自主番組制作などは当初自主運営であったが、現在は再送信業務をオプテージに委託している。
開局当初の設備は250MHz同軸方式であったが、770MHzHFC方式に更新されている。

### 主な放送チャンネル
料金は無料となっている。現在のチャンネルは、eo光テレビの高浜町限定コースでサービスが提供されている。
近畿地方では11chだが、福井県では12chとなっている。

### 地上波系列別再送信局
| NHK-G   | NHK-E   | NNN/NNS  | ANN            | JNN      | TXN | FNN/FNS    | JAITS   |
| ------- | ------- | -------- | -------------- | -------- | --- | ---------- | ------- |
| NHK福井 | NHK福井 | 福井放送 | 朝日放送テレビ | 毎日放送 |     | 福井テレビ | KBS京都 |

### テレビ局
| チャンネル | 放送局         |
| ---------- | -------------- |
| 1          | NHK福井・総合  |
| 2          | NHK福井 Eテレ  |
| 4          | 毎日放送       |
| 5          | KBS京都        |
| 6          | 朝日放送テレビ |
| 7          | 福井放送       |
| 8          | 福井テレビ     |
| 9          | 高浜町自主放送 |
| 12         | eo光チャンネル |

### ラジオ局
周波数は2020年時点。2020年10月1日に周波数が追加となっている。
| MHz  | 放送局                   |
| ---- | ------------------------ |
| 76.1 | FM福井                   |
| 79.4 | α-station                |
| 83.4 | NHK福井FM                |
| 86.4 | FBCラジオ （FM補完放送） |

## インターネット事業
若狭たかはまねっとの名称で運営していたが、2015年1月31日に終了した。最高速度は下り3Mbps、上り512kbps。上位は近畿コンピュータサービス株式会社の北関西ジャパンネット（nkansai）を経由し、インターネットに接続していた。